# Paranoá
Paranoá es una región administrativa de Distrito Federal brasileño.

## Historia

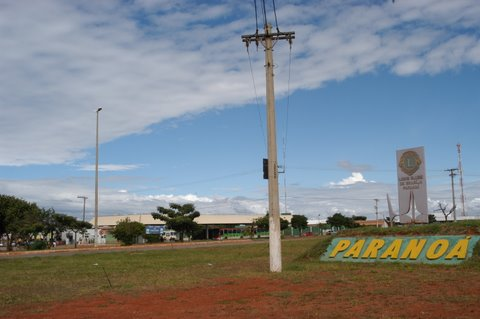
Letrero de la Entrada de Paranoá

Villa Paranoá fue uno de los campamentos remanecientes de la época de la construcción de Brasilia. Fue fundada en 1957, cuando de la implantación de los canteros de obras para la construcción de la represa de Lago Paranoá. Después de la inauguración de Brasilia, en 1960, los habitantes permanecieron en el local, debido a la necesidad de conclusión de las obras de las usinas hidroeléctricas. Al largo de los años, fueron agregándose a la estructura del antiguo campamento villas de viviendas. En la década de 1980, era considerada una de las mayores invasiones de Distrito Federal. Paranoá fue fijado mediante Decreto del Gobierno del Distrito Federal, como consecuencia de la larga trayectoria de resistencia y lucha de los habitantes. Sin embargo, la fijación no ocurrió en el área original. Tiene una población de aproximadamente 46 mil personas, está bien comunicada y particularmente planeada con una avenida que corta toda la ciudad, con varias canchas y plazas para el ocio.
Las misas eran realizadas en un galpón y, después de movilización de la comunidad, fue construida la Iglesia São Geraldo. En la antigua área, quedaron algunos edificios públicos y comunitarios, entre ellos, la Iglesia São Geraldo, erguida durante el periodo de la construcción de la represa.
Después de la fijación de Villa Paranoá, el área del antiguo campamento se hizo un parque ecológico, aprobado por el entonces Consejo de Arquitectura, Urbanismo y Medio ambiente (Cauma) en 3 de junio de 1992 e instituido por el Gobierno del Distrito Federal por medio del Decreto 15899/94. El objetivo de esta área del parque es preservar la vegetación de la antigua Villa Paranoá, árboles fructíferas plantadas por las familias y las edificaciones remanentes como memoria del antiguo espacio. Parque Vivencial de Paranoá es un marco histórico para la memoria de aquel núcleo pionero. Su preservación y valorización, como testimonio de la construcción de Brasilia, partió de reivindicación de la propia comunidad que residía en el local.
A finales de la década de 1970, la construcción inicial sufrió incremento de dos otras construcciones precarias, que sirvieron para abrigar las funciones parroquiales. Esa intervención alteró la forma original y no compone el volumen del bien tumbado.

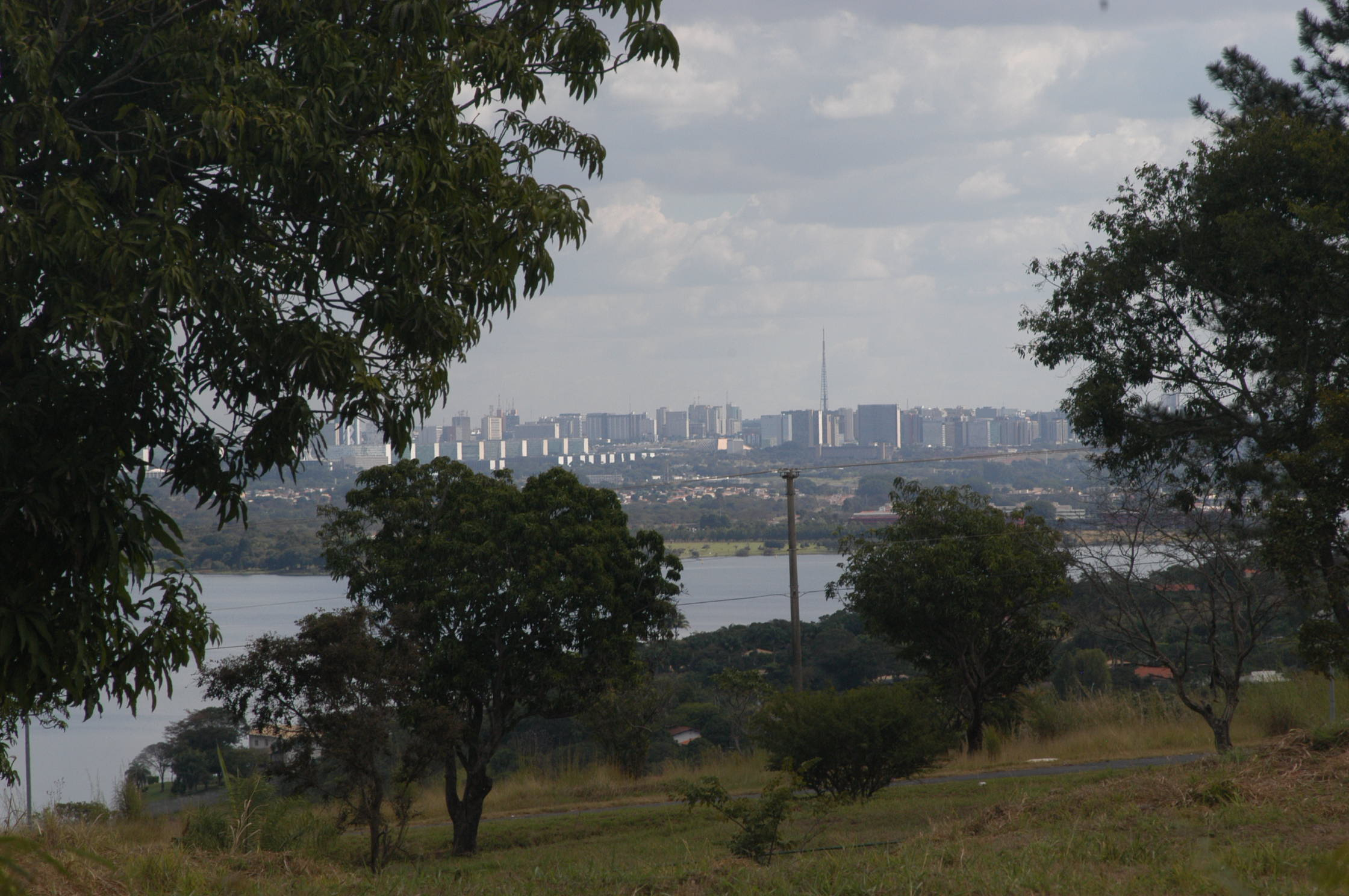
Vista de Brasilia a partir de Parque Vivencial de Paranoá

En 1993, la Iglesia São Geraldo, símbolo de la fijación, fue tombada por el Patrimonio Histórico y Artístico del Distrito Federal, por el decreto 15156/93. En 2005 se cayó, restando sólo las antiguas escaleras.